# رحمت‌الله شورشی
رحمت‌الله شورشی پژوهشگر و استاد آمریکایی ایرانی ساکن آمریکا است. وی رئیس سابق دانشگاه ایالتی پورتلند است. او پیشتر پرووست، و از ژانویه ۲۰۱۷ , رئیس موقت مؤسسه فناوری نیویورک (NYIT) بود. در ۲۱ ژانویه ۲۰۱۷ او رئیس موقت مؤسسه فناوری نیویورک شد. او به مدت هشت سال رئیس مدرسه مهندسی و علوم کامپیوتر دانشگاه دنور بوده‌است. او همچنین در دانشگاه ایالتی وین، دانشگاه پردو و مدرسه معادن کلرادو مهندسی مکانیک تحقیق و تدریس کرده‌است. او لیسانس مهندسی مکانیک خود را از دانشگاه صنعتی شریف بین سال‌های ۱۳۵۰–۱۳۵۴، و فوق لیسانس و پی اچ دی خود را از مؤسسه فناوری ماساچوست (MIT) دریافت کرده و در یکی از برنامه‌های بازاریابی و مدیریت مدرسه مدیریت اسلون ام‌آی‌تی شرکت کرده‌است. او ایرانی-آمریکایی است. شورشی جایزه Donald P. Eckman را در سال ۱۹۸۸ از انجمن کنترل اتوماتیک آمریکا دریافت کرد.
در ۱۵ مه ۲۰۱۷ در ایمیلی به دانشجویان دانشگاه ایالتی پورتلند اعلام شد او از ۱۴ اوت ۲۰۱۷ ریاست این دانشگاه را بر عهده خواهد گرفت. حقوق پایه سالانه شورشی در چارچوب قرارداد ۵ ساله او ۵۹۹٬۹۸۸ دلار است. در مارس ۲۰۱۹، مسایل اخلاقی و سو رفتار با کارکنان باعث شد آینده کاری او به عنوان رئیس دانشگاه در پرده ای از ابهام قرار بگیرد. دو ماه بعد شورشی  چند روز قبل از جلسه هیئت اداره کننده دانشگاه برای بحث در خصوص آینده اشتغال او، مجبور به استعفا شد.